# 1951 Agreement
Das Agreement Between the United States and the Republic of Iceland, May 5, 1951 oder auch 1951 Agreement ist ein Völkerrechtlicher Vertrag zwischen den Vereinigten Staaten und Island, welcher am 5. Mai 1951 in Reykjavík unterzeichnet wurde.

## Inhalt
Die Präambel des 1951 Agreement beschreibt die Situation Islands und skizziert die Absichten der USA und Islands. Artikel I-III beschreibt die Vorkehrungen der USA zur Verteidigung Islands. Island wird zu diesem Zweck Anlagen und Land zur Verfügung stellen. Die Nutzung dieser Anlagen durch das Militär wird mit Island geregelt. Laut Artikel IV muss Island der Truppenanzahl zustimmen. Laut Artikel V regeln die USA die Verantwortung so, dass dadurch die maximale Sicherheit der isländischen Bevölkerung gewährleistet wird. Gemäß Artikel VI wird das Agreement of October 7, 1946, between the United States and Iceland for interim use of Keflavik Airport aufgehoben, sobald das 1951 Agreement in Kraft tritt und sich die Parteien auf eine Nutzung des Keflavik Airport einigen. Artikel VII regelt die Kündigung des Vertrags und Artikel VIII legt fest, wann der Vertrag in Kraft tritt.

## Weitere Entwicklung
Das 1951 Agreement hatte uneingeschränkt Gültigkeit bis 2006, als die US-Truppen abgezogen wurden. Der Vertrag wurde dann mit dem Agreement Regarding the Withdrawal of US Forces from and the Return to Iceland of Certain Agreed Areas and Facilities in Iceland erweitert.